# Daemonorops oligolepis
Daemonorops oligolepis är en enhjärtbladig växtart som beskrevs av Odoardo Beccari. Daemonorops oligolepis ingår i släktet Daemonorops och familjen Arecaceae. Inga underarter finns listade i Catalogue of Life.